# Олимпиодор (военачальник)
Олимпиодор (др.-греч. Όλυμπιόδωρος; ок. 330 — после 286 г. до н. э.) — афинский военачальник и государственный деятель, архонт 294/293 и 293/292 годов до н. э.
Информация о жизни Олимпиодора в античных источниках отрывочна. Он руководил афинским войском в ходе нескольких военных кампаний IV—III веков до н. э. и в 287 году до н. э. даже с минимальными потерями изгнал македонский гарнизон из Аттики.

## Биография
Олимпиодор родился около 330 года до н. э. Согласно предположению Д. Девиса, он был афинским аристократом, сыном Диотима из Эуонимона. Семья Олимпиодора была богатой, поддерживала демократические антимакедонские силы в Афинах. П. Пашидис считал данную гипотезу возможной, но недоказуемой.
Впервые Олимпиодор упомянут в контексте вторжения царя Македонии Кассандра в Аттику. Согласно Павсанию, Олимпиодор убедил этолийцев оказать помощь Афинам, что спасло город от завоевания. Через некоторое время Олимпиодор разбил отряд македонян, который совершил набег на расположенный в Аттике Элевсин. Данные события могли произойти между 306 и 304 годами до н. э.
В промежутке между 301 и 297 годами до н. э. Олимпиодор помог Элатее, которая захотела выйти из-под македонской гегемонии. Также, между 301 и 297 годами до н. э. власть в Афинах захватил Лахар. Однако его победа была неполной. Часть граждан, которыми, предположительно, руководил Олимпиодор захватили Пирей — прибрежный город рядом со столицей. Этой смутой воспользовался Деметрий Полиоркет, который со своим войском не позже 296 года до н. э. прибыл в Аттику. В ходе последовавшей осады в Афинах начался голод. Около апреля 295 года до н. э. афиняне были вынуждены открыть городские ворота и сдаться. Через год Деметрий Полиоркет стал македонским царём, а Афины, соответственно, вновь попали под македонскую гегемонию.
Олимпиодор, который был лоялен Деметрию Полиоркету и пользовался его доверием, стал архонтом-эпонимом в 294/293 и 293/292 годах до н. э. Занятие данной должности два года подряд противоречило многовековой демократической практике Древних Афин, согласно которой один человек не мог дважды становиться архонтом-эпонимом. Исходя из этого Х. Хабихт сделал вывод, что Олимпиодор был ставленником Деметрия Полиоркета и его власть и полномочия превосходили функции архонта-эпонима. Власть в городе, хоть формально и именовалась демократической, стала олигархической.
Летом 292 года до н. э. завершился второй архонтат Олимпиодора в Афинах и на первые роли в городе выдвинулись более услужливые к Деметрию Полиоркету политики. Возможно, между Олимпиодором и Деметрием произошла размолвка, так как в 287 году до н. э. он возглавил антимакедонское восстание в Афинах. Македонский гарнизон в Мусейоне был захвачен с минимальными потерями. При описании захоронений героев, которые погибли за Афины, Павсаний указывает, что среди них находилось «не больше тринадцати [могил] … тех, которые вместе с Олимпиодором изгнали (македонский) гарнизон». Город перестал быть сателлитом македонских царей Антигонидов и перешёл в лагерь их противников.
Отдельную дискуссию в историографии вызывает фрагмент Павсания: «Кроме тех подвигов, которые он [Олимпиодор] совершил, спасая Пирей и Мунихию». По одной версии, он относится к завоеванию Деметрием Полиоркетом Афин в 296—295 годах до н. э.; по другой — к периоду после 287 года до н. э., когда эти укрепления были захвачены Антигоном Гонатом, а затем освобождены афинянами.

## Оценки
Павсаний писал, что Олимпиодор возглавил антимакедонское восстание после длительной череды поражений афинян, и, в то время, когда они уже потеряли надежду на освобождение, внушил им решимость и уверенность в собственных силах. Х. Хабихт и П. Пашидис охарактеризовали Олимпиодора одним из ведущих древнеафинских политиков своего времени. И. С. Свенцицкая отмечала непоследовательность в действиях политика, который вначале был ставленником Деметрия Полиоркета и некоторое время главой марионеточного олигархического правительства, а затем возглавил антимакедонское восстание, завершившееся восстановлением демократии. И. Е. Суриков подчёркивал, что в то время, Афины потеряли своё прежнее политическое значение и, соответственно, их политики, в том числе и Олимпиодор, если и были крупными, то только на местном уровне.

## Изображения
Павсаний упоминает медные статуи Олимпиодора в афинском Акрополе и священном городе Древней Греции Дельфах, которую установили жители Элатеи, а также картину с военачальником в Элевсине.
Из множества изображений Олимпиодора до нашего времени дошло только одно. В Кесарии Палестинской была обнаружена портретная герма римской эпохи с надписью «Олимпиодор». Эта герма была копией более древнего изображения, стиль которого относится к III веку до н. э., из чего был сделан вывод, что это портрет военачальника Олимпиодора, поскольку другие личности этой эпохи с таким именем были слишком незначительны. Г. Хафнер отметил, что Олимпиодор носил бороду, что было нетипичным для политиков того времени, так как при Александре Македонском в моду вошла мода бриться. Данный факт, по мнению историка, был отражением антимакедонской позиции Олимпиодора. Герма Олимпиодора хранится в Национальном музее искусства, архитектуры и дизайна в столице Норвегии Осло.

### Исследования
- Берве Г. Тираны Греции. — Ростов-на-Дону: Феникс, 1997. — (Исторические силуэты). — ISBN 5-222-00368-X.
- Суриков И. Е. Античная Греция: политики в контексте эпохи. На пороге нового мира. — М.: Русский фонд содействия образованию и науке, 2015. — 392 с. — ISBN 978-5-91244-140-0.
- Суриков И. Е. Античная Греция: Политогенез, политические и правовые институты (Opuscula selecta II). — 2-е. — М.: Издательский Дом ЯСК, 2018. — 760 с. — (Studia historica). — ISBN 978-5-907117-10-5.
- Хабихт Х. Афины. История города в эллинистическую эпоху / Подготовка к изданию и перевод Ю. Г. Виноградова. — М.: Ладомир, 1999. — ISBN 5-86218-339-6.
- Хафнер Г. Выдающиеся портреты античности. 337 портретов в слове и образе / Предисловие и редакция доктора исторических наук Г. Б. Фёдорова. — М.: Прогресс, 1984.
- Cooper C. Lachares of Athens // The Encyclopedia of Ancient History (англ.) / Edited by Roger S. Bagnall, Kai Brodersen, Craige B. Champion, Andrew Erskine, and Sabine R. Huebner. — John Wiley & Sons, Ltd., 2015. — doi:10.1002/9781444338386.wbeah26287.
- Davies J. K.[англ.]. Athenian Propertied Families 600—300 BC (англ.). — Oxford: Clarendon Press, 1971.
- Heckel W. Who's Who in the Age of Alexander and his Successors. From Chaironea to Ipsos (338—301 BC) (англ.). — Barnsley: Greenhill Books, 2021. — 554 p. — ISBN 978-1-78438-648-1.
- Kirchner J[нем.]. Olympiodoros 1 :  [нем.] / Georg Wissowa // Paulys Realencyclopädie der classischen Altertumswissenschaft. — Stuttgart : J. B. Metzler’sche Verlagsbuchhandlung, 1939. — Bd. XVIII,1. — Kol. 199.
- Paschidis P. Between City and King. Prosopographical Studies on the Intermediaries between the Cities of the Greek Mainland and the Aegean and the Royal Courts in the Hellenistic Period (322—190 BC) (англ.) / Research Centre for Greek and Roman Antiquity; National Hellenic Research Foundation. — ΜΕΛΕΤΗΜΑΤΑ. — Athens, 2008. — Vol. 59. — ISBN 978-960-7905-44-4.